# Funzione requirente
La funzione requirente, in diritto, è una funzione esercitata dai depositari del potere giudiziario, ovvero dai magistrati e giudici che operano presso l'ufficio del pubblico ministero nei sistemi penali ispirati al principio accusatorio: in essi il pubblico ministero ha il compito di esprimere richieste o pareri in vista delle decisioni degli organi giudicanti.

## Nel mondo

### Italia
In Italia, rispetto alla funzione inquirente che esercitava nel codice Rocco, il pubblico ministero mantiene il compito di vegliare sulla osservanza delle leggi, sulla pronta e regolare amministrazione della giustizia, sulla tutela dei diritti dello Stato, delle persone giuridiche e degli incapaci, richiedendo, nei casi di urgenza, i provvedimenti cautelari che ritiene necessari.
La vera differenza risiede nella parità delle armi processuali che l'accusa, dal 1989, ha nei confronti della difesa dell'imputato o dell'indagato. Pertanto, anche quando promuove la repressione dei reati e l'applicazione delle misure di sicurezza, il pubblico ministero ha poteri coercitivi subordinati alla revisione o scrutinio o autorizzazione del giudice terzo, in modo da non precostituirsi un vantaggio nel successivo iter processuale: esso dovrà portare all'accertamento dei fatti mediante il rispetto del contraddittorio. Il pubblico ministero ha anche la funzione esecutiva di fare eseguire i giudicati ed ogni altro provvedimento del giudice, nei casi stabiliti dalla legge (art 73 R.D. 12/1941).